# Профсоюз «Курьер»
Профсоюз «Курьер» — российский межрегиональный профессиональный союз, объединяющий работников сервисов доставки еды, в основном курьеров, но так же и поваров, сборщиков заказов и других работников сферы.

## История
В июне 2020 года около 300 работников Delivery Club из разных районов Москвы не получили зарплаты за два отработанных месяца. Курьеры собрались на стихийный митинг, в результате которого при поддержке члена Левого Блока журналиста Кирилла Украинцева появился профсоюз «Курьер». Профсоюз объявил забастовку и следующий митинг у офиса Mail.ru Group (головной компании Delivery Club) на 9 июля. За несколько дней до назначенной даты DC начали закрывать долги перед курьерами.
В октябре 2020 была объявлена новая забастовка курьеров Delivery Club вследствие ужесточившейся системы штрафов. Были проведены две серии переговоров между профсоюзом и руководством Delivery Club, в результате которых часть штрафов были отменены, а часть смягчены.
В декабре 2020 года Delivery Club перестали выдавать зимнюю униформу для курьеров. Профсоюз объявил акцию солидарности и информационную кампанию, с требованием выдачи униформы. В январе 2021 компания объявила, что куртки будут вновь выдаваться.
Так же в декабре 2020 года профсоюз «Курьер» и профсоюз работников IT провели совместную встречу с Конфедерацией труда России, где обсудили проблемы прекарнозанятых работников.
В феврале 2021 года началась кампания по защите уволенных работников Яндекс. Еды в Сочи. Из 13 уволенных курьеров 11 удалось восстановить на работе.
В марте 2021 года профсоюз «Курьер» совместно с профсоюзом работников IT и активистами Союза марксистов организуют «Платформу солидарности» — межотраслевое объединение наёмных работников.
В декабре 2021 года петербургские курьеры сервиса «Самокат» обратились в профсоюз из-за задержек зарплат. 14 декабря профсоюз начал информационную кампанию. 21 декабря компания сообщила, что начала выплаты.
С 25 по 31 декабря 2021 года в Кемерове прошла забастовка сборщиков Яндекс.еды. В результате забастовки, практически были отменены штрафы за опоздание, введены доплаты за работу в новогодние праздники, сервису пришлось отказаться от введения графика работы «два через два».
В апреле 2022 года на лидера профсоюза Кирилла Украинцева было заведено уголовное дело по «дадинской» статье 212.1 УК РФ («Неоднократное нарушение установленного порядка организации либо проведения собрания, митинга, демонстрации, шествия или пикетирования»). Речь шла об организации Кириллом митингов курьеров в 2020 году и таксистов в Сергиевом Посаде в октябре 2021 года. По мнению профсоюза «Курьер» и поддержавших кампанию за освобождение Кирилла Украинцева левых организаций Delivery Club причастна к репрессиям против активиста. Профсоюз в ответ призвал бойкотировать Delivery Club, снижать рейтинг приложения и требовать освобождения Кирилла Украинцева.
9 февраля 2023 суд приговорил Кирилла Украинцева к 1 году и 4 месяцам колонии-поселения. Нахождение в СИЗО было засчитано в срок, и Украинцев был освобождён сразу после оглашения вердикта.